# Cesare Monti
Cesare Monti (Milão, 15 de maio de 1594 - Milão, 16 de agosto de 1650) foi um cardeal do século XVII

## Biografia
Nasceu em Milão em 15 de maio de 1594. De família patrícia. Segundo dos dois filhos do senador Princivalle Monti, patrício milanês, e sua segunda esposa, Anna Landriani. O outro filho era Marcantonio (senador em 1628). Seu primeiro nome também está listado como César; e seu sobrenome como Montius.
Estudou na Universidade de Pavia, onde se doutorou em direito em 1617; enquanto estava na universidade, residia no Collegio Borromeo ..
Em 1618, obteve a inscrição no prestigioso Collegio dei Giureconsulti de Milão. Nesse mesmo ano, provavelmente devido às boas relações de seu pai com o cardeal Federico Borromeo, foi nomeado protonotário apostólico e mudou-se para Roma, onde ingressou na carreira curial. Em 1620, tornou-se referendário dos Tribunais da Assinatura Apostólica da Justiça e da Graça. Em 1622, foi nomeado consultor do Supremo SC da Inquisição Romana e Universal (Santo Ofício); ele prestou juramento em 8 de junho; e mais tarde, em outubro de 1624, tornou-se seu assessor. Foi também nomeado auditor da Sagrada Consulta, que era o supremo tribunal civil e criminal do Estado Pontifício. Prelado da SC do Bom Governo. Provavelmente na qualidade de consultor do Santo Ofício, conheceu e fez amizade com o Cardeal Maffeo Barberini, futuro Papa Urbano VIII. Aquele papa lhe confiou a tarefa de investigar, com poderes inquisitoriais de comissário delegado, a história de Isabella Gonzaga di Bozzolo, acusada de bruxaria por seu segundo marido, Vincenzo Gonzaga, que queria a anulação de seu casamento. Em dezembro de 1623, o cardeal Ludovico Ludovisi, com a aprovação do papa, nomeou monsenhor Monti seu substituto no cargo de auditor de casos relativos à Congregação de Propaganda Fide. Nomeado núncio em Nápoles em 17 de abril de 1627; ocupou o cargo até 1628. Núncio extraordinário na Espanha em abril de 1628 para negociar com o rei a paz na Itália afligida pela guerra de Mântua; no dia 2 de junho seguinte, esteve em Barcelona; três semanas depois, foi recebido pelo rei Felipe III, quando já haviam começado as hostilidades; apesar de seus esforços e dos do Núncio Giovanni Battista Pamphilj, a Espanha não abandonou sua postura belicista; o fracasso da missão não se deveu à falta de habilidade diplomática do núncio extraordinário, mas à desconfiança da corte espanhola em relação ao papa Urbano VIII, considerado excessivamente francófilo. A Espanha não abandonou sua postura belicista; o fracasso da missão não se deveu à falta de habilidade diplomática do núncio extraordinário, mas à desconfiança da corte espanhola em relação ao papa Urbano VIII, considerado excessivamente francófilo. A Espanha não abandonou sua postura belicista; o fracasso da missão não se deveu à falta de habilidade diplomática do núncio extraordinário, mas à desconfiança da corte espanhola em relação ao papa Urbano VIII, considerado excessivamente francófilo..
Recebeu as ordens menores e maiores entre o final de 1629 e o início de 1630..
Eleito patriarca titular de Antioquia, em 19 de novembro de 1629. Consagrada, em 28 de janeiro de 1630, capela do Palácio Real Buen Retiro, Madri, pelo cardeal Giovanni Battista Pamphilj, ex-núncio na Espanha, coadjuvado por Cristóbal de Lobera y Torres, bispo de Córdoba , e por Alfonso Pérez de Guzmán, patriarca das Índias Ocidentais. Nomeado núncio na Espanha em 1º de março de 1630; ocupou o cargo até 31 de janeiro de 1634. Tomou posse da nunciatura em 30 de abril de 1630, depois que o ex-núncio deixou Madri..
Criado cardeal e reservado in pectore tacite no consistório de 19 de novembro de 1629. Nomeado arcebispo de Milão, mantendo o patriarcado titular, em 20 de dezembro de 1632; a resistência do rei Felipe IV em conceder o placetnão foi superado até maio de 1633. Publicado no consistório de 28 de novembro de 1633; nessa mesma data deixou o patriarca titular de Antioquia; foi informado da promoção ao cardinalato em dezembro de 1633. Chegou a Roma vindo da Espanha em 31 de maio de 1634. Recebeu o barrete vermelho em 1º de julho de 1634; e o título de S. Maria in Traspontina, 6 de agosto de 1634. Entrou em Milão em 29 de abril de 1635 e tomou posse da Sé no dia seguinte. A partir de 1635, quando a França entrou em guerra contra a Casa de Habsburgo, representou para o Estado de Milão uma tempestuosa fase bélica e o Cardeal Monti teve que enfrentar durante os quinze anos de seu episcopado problemas religiosos e principalmente políticos ligados à guerra em curso no solo da Lombardia. Celebrou sínodos diocesanos em 1636, 1640 e 1650. Realizou uma visita pastoral à sua vasta arquidiocese em 1636; completou o seminário maior de Milão e abriu o de Monza em 1638; e apresentou os monges cistercienses de S. Bernardo. Nos anos de 1643 a 1647, o cardeal empreendeu a longa questão das relações entre católicos e protestantes em Valtellina e Chiavenna, terras lombardas sob o domínio dos cantões suíços e da Liga Cinzenta, e fez o possível para proteger a fé católica. Participou no conclave de 1644, que elegeu o papa Inocêncio X. Por seu apoio durante o conclave, o novo papa nomeou o irmão do cardeal mestre de câmara..
Morreu em Milão em 16 de agosto de 1650. Exposto na catedral metropolitana de Milão; e enterrado em frente ao altar da Beatíssima Vergine "dell'Albero" , naquela catedral. Ele havia declarado em seu testamento seu desejo de ser enterrado no Santuario di Concesa , mas os cônegos do capítulo da catedral e o povo milanês não seguiram seu desejo volendo avere nel loro Duomo l'Arcivescovo tanto amato ... , "querendo ter em sua catedral o amado arcebispo." Seu herdeiro de outros bens que não os rendimentos de recebíveis e eclesiásticos, que foram para o Ospedale Maggiore de Milão, era seu primo Giulio, a favor de quem, desde fevereiro de 1637, ele havia estabelecido um fedecommesso. A maior parte da coleção de pinturas, 221 obras, para conceber, foi entregue a seus sucessores na sé de Milão, pro tempore e com a proibição de alienação..